# Zalesie (Silésie)
Pour les articles homonymes, voir Zalesie.
Zalesie est une localité polonaise de la gmina de Toszek, située dans le powiat de Gliwice en voïvodie de Silésie.